# Ренато Даль'Ара
«Ренато Даль’Ара» (італ. Stadio Renato Dall'Ara) — багатоцільовий стадіон у Болоньї, Італія, домашня арена футбольного клубу «Болонья».
Стадіон відкритий у 1927 році. У 1990, 2015 роках був відремонтований та реконструйований.
Стадіону присвоєне ім'я президента ФК «Болонья» Ренато Даль’Ара.